# Pancur Biru Lestari II
Pancur Biru Lestari II är en bondby i Indonesien.   Den ligger i provinsen Kepulauan Riau, i den västra delen av landet, 900 km norr om huvudstaden Jakarta. Pancur Biru Lestari II ligger 500 meter över havet och antalet invånare är 1 000. Den ligger på ön Pulau Batam.
Terrängen runt Pancur Biru Lestari II är huvudsakligen platt. Pancur Biru Lestari II ligger uppe på en höjd. Pancur Biru Lestari II är den högsta punkten i trakten. Runt Pancur Biru Lestari II är det ganska glesbefolkat, med 42 invånare per kvadratkilometer. Närmaste större samhälle är Batam, 13,6 km norr om Pancur Biru Lestari II. 